# Povijest utvrdnog graditeljstva

## Primitivne fortifikacije
Načini zadržavanja neprijatelja podalje od nekog mjesta koje je netko odlučio zaštititi sežu duboko u povijest ljudske vrste. Prve fortifikacije bile su drvene palisade, zemljani nasipi, zidovi od kamenih blokova i mnogi drugi razni načini zaštite ovisno o podneblju i dostupnom materijalu. U početku su fortifikacije bile usmjerene za zaštitu od životinja, te nisu bile učinkovite protiv neprijateljski nastrojenih ljudi koji su lako savladavali ovakve prepreke. Stoga je postalo potrebno braniti prepreku protiv neželjenih gostiju. Budući da su zidovi pružali dobru zaštitu, trebalo je proći određeno vrijeme da se pronađe način postavljanja staze na vrhu zida kako bi branitelj bio u povlaštenom položaju u odnosu na napadača. Prva ljudska naselja koja su bila zaštićena drvenim parapetom na ovakav način bila su sela u kojima su branitelji živjeli i u kojima su čuvali svoje resurse i bogatstvo. Ograda je obično bila kružna obuhvaćajući sve nastambe naselja. Kasnije se ogradi dodavao zemljani nasip tako što se prokopavao jarak uz ogradu. U stjenovitim područjima poput Irske ili Škotske koristio se kamen za podupiranje padine. Na Mediteranu su se ograde sastojale od kolosalnih kamenih blokova bez ikakvog vezivnog materijala. Vrhunac ovakvog tipa fortifikacije dosegnut je među germanskim plemenima protiv kojih je u to vrijeme ratovao Cezar. Njihovi gradovi bili su okruženi složenim padinama sastavljenima od nakupina kamenja, zemlje i drvenih trupaca postavljenih tako da su se teško mogli razoriti.

## Pojava zidarstva
Izum opeke napravio je revoluciju u umijeću utvrđivanja položaja, omogućivši podizanje još viših zidina, te stoga nesavladivih penjanjem. Ova tehnika pojavila se među civilizacijama plodnog polumjeseca koje su unaprijedili umijeće gradnje, a društvena struktura omogućavala je velik broj radnika potrebnih za dugotrajnu gradu fortifikacija. Time su nastala prva kraljevstva i prvi veći gradovi u ljudskoj povijesti. Cilj ovakvih fortifikacija bilo je pružanje skloništa resursima i stanovništvu okolnog područja kako bi bili nedostupni neprijatelju. Za razliku od malenih sela, ovakvi gradovi imali su kolosalne zidine, poput zidina grada Ninive u Asiriji, koji su bili napravljeni od opeke i visoki gotovo 40 metara. Pojava ovna i minerskih radova natjerala je branitelje da podižu zidine čija je debljina morala biti najmanje 10 metara. Kako bi doskočili ovome problemu počeli su graditi dvostruke paralelne zidove, a šupljinu među njima zatim su ispunjavali zemljom. Novi način napada na zidine potaknuo je graditelje fortifikacija na zaobljavanje zidina pa su nastale kule. One su sprječavale unakrsnu vatru jednako kao i pojavu mrtvog kuta u kojem su neprijatelji mogli neometano bušiti zidine. Na vrhu kule često se nalazio parapet koji je omogućavao totalnu obranu protiv neprijatelja. Ubrzo su se pojavile i krenelacije na samim zidinama koje su pružale zaštitu braniteljima tijekom dva napada. Utvrđeni gradovi toga vremena bili su gotovo neprobojni izravnom napadu, pa je jedini način slamanja otpora bila dugotrajna opsada kojom se braniteljima unutar zidina onemogućavala opskrba hranom i ostalim resursima. Ipak, Grci su tijekom antičkog doba razvili i sistematizirali novu taktiku i tehniku opsade koja se od tada pa nadalje naziva poliorcetikom. Grčku poliorcetiku dalje su nastavili razvijati Rimljani. Ona se uglavnom sastojala od pojave novog teškog naoružanja poput balista, katapulta i drugih opsadnih strojeva. Iako je ovakav način opsade bio učinkovit, on je zahtijevao dugotrajne pripremne radove kojima su opkoljavali neprijatelje ne pružajući im nikakav izlazak iz opsadnog obruča. Veliki zemljani radovi bili su neophodni kako bi se opsadni strojevi mogli koristiti tijekom opsade. Usporedno s napadačkom tehnikom razvijali su se više-manje obrambeni sustavi koji su se uglavnom sastojali od uporabe zemlje u osnaživanju postojeće obrambene mreže. Kako bi se zaštitili gradovi podizale su se utvrde na uzvišenim mjestima stvarajući prednost nad neprijateljskim napadom. Rimljani su za razliku od ovog načina koristili manje-više privremene kampove. Ovi drvene i zemljane građevine napravljeni za nekoliko sati bile su ipak vrlo teško osvojive, pružajući zaklon trupama. Obrambeni jarak koji je bio jedna od karakteristika rimskih kampova nastavio se široko koristiti u trajnim fortifikacijama. Jarak je imao tri prednosti: sprječavao je napadače da privuku opsadne strojeve do samih zidina, pružao je dodatni zemljani materijal za izgradnju zidina, te je naposljetku činio same zidine višima nego što bi bile bez njega. Ostala poboljšanja nastajala su s vremenom, a mnoge kule počele su se graditi u kružnim ili ovalnim profilima, umjesto u kvadratičnim ili pravokutnima što je prije bio najčešći oblik gradnje. Kružni ili ovalni način gradnje fortifikacija činio ih je otpornijima na baliste. Štoviše, materijal za gradnju se promijenio pa je opeku zamijenio kamen, koji je bio otporniji i izdržljiviji u slučaju požara.
Okrutne invazije i pad Rimskog Carstva uzrokovao je pojavu mnogih manjih zajednica. Fortifikacije nisu više služile za pružanje zaklona na ogromnim površinama, već su služile kao jednostavna rezidencija feudalnog gospodara.
Donžon ili glavna kula koristila se kao posljednje utočište ako je ostatak dvorca ili grada pao u neprijateljske ruke. U njemu su zaklon prvenstveno tražili gospodar sa svojom obitelji kao i najistaknutiji članovi gospodareva dvora. Nekoliko donžona koje vrijedi spomenuti pripadaju dvorcima Coucy (razoren dinamitom u Prvom svjetskom ratu), Gisors i Roche Guyon (smanjen za trećinu ali s podzemnim pristupom).

## Usavršavanje aktivne obrane
Povijest utvđenih dvoraca izvrsno je ilustrirana među francuskim dvorcima u dolini rijeke Loire koji predstavljaju neke od najstarijih i najvažnijih: Angers, Chinon, Langeais, Lavardin, Loches.

## Tradicionalne utvrde
Fortifikacije srednjovjekovnog stila uvelike su postale zastarjelima pojavom topova na bojnom polju tijekom 14. stoljeća. Fortifikacije u doba baruta evoluirale su u mnogo niže strukture s raširenom uporabom jaraka i zemljanih bedema koji su mogli apsorbirati i raspršiti energiju topovske vatre. Zidine izložene izravnoj topovskoj vatri bile su vrlo ranjive, pa su spuštene u jarke ispred kojih je postavljen zemljani nasip.
To je istaknulo važnost geometrije fortifikacija jer se defenzivnom topništvu omogućilo preklapanje vatrenog polja kako bi svi pristupi nižim i stoga ranjivijim zidinama bili pokriveni. Fortifikacije su se također proširile u dubinu, te su dobile zaštitne baterije za defenzivno topništvo, kako bi se napadački topovi zadržali na pristojnoj udaljenosti i spriječili da dođu izravno do ranjivih zidina. Posljedica ovoga bile su zvjezdolike fortifikacije s uzastopnim redovima hornverka ("kliješta") i bastiona, a najbolji primjer je lijevo ilustrirani Bourtange. Iz tog razdoblja postoje i prostrane fortifikacije u nordijskim zemljama i u Britaniji, poput izvrsnog primjerka fortifikacija u Berwick-upon-Tweedu.
Pojava eksplozivnih granata u devetnaestom stoljeću dovela je do još jednog stupnja u evoluciji fortifikacija. Zvjezdasti fortovi iz doba topova nisu se pokazali učinkovitima protiv učinka visokog eksploziva, a zamršeni raspored bastiona, flankirnih baterija i pažljivo konstruiranih linija vatre za obrambene topove mogli su brzo biti razoreni eksplozivnim granatama. Još gore, veliki otvoreni jarci koji su okruživali utvrde ovog tipa bili su sastavni dio obrambene sheme jednako kao i zaštićeni put na rubu kontraeskarpe. Jarci su bili iznimno ranjivi na bombardiranje eksplozivnim granatama.
Kao odgovor ovome vojni inženjeri su razvili poligonalni stil fortifikacija. Jarak je postao dublji s okomitim stranama, usječenim izravno u živu stijenu ili tlo, položen u nizove ravnih linija koje su tvorile centralno utvrđeno područje koje je dalo fortifikacijskom stilu navedeni naziv.

Dovoljno širok da bude neprohodna barijera za napadačke trupe, ali i dovoljno uzak da bude teška meta neprijateljskom granatiranju, jarak je bio pokriven vatrom iz obrambenih blockhausa postavljenih u jarku kao i vatrenim položajima usječenima u vanjsku fasu samog jarka.
Profil utvrde postao je doista vrlo nizak, okružen izvana jarkom s blago nagnutim otvorenim područjem kako bi eliminirao mogući zaklon neprijateljskim snagama, dok je sama utvrda predstavljala minimalnu metu neprijateljskoj vatri. Ulazna točka postala su snižena vrata u unutarnjoj fasi jarka do kojih se dolazilo krivudavom rampom koja je omogućavala pristup vratima preko pokretnog mosta koji se mogao povući u ulaznu kućicu.
Većina utvrde postavljena je podzemno, s dubokim prolazima koji su povezivali blockhause i vatrene točke smještene u jarku sa samom utvrdom, s magazinima i strojarnicama duboko ispod površine.
Topovi su se ipak često postavljali na otvorene položaje zaštićene samo parapetom radi zadržavanja niskog profila i zbog toga što je iskustvo s topovima u zatvorenim kazamatima pokazalo da šljunak nastao urušavanjem istih kazamata onesposobljuje topove smještene u njima.
Fortifikacije od čelika i betona bile su uobičajene tijekom 19. i ranog 20. stoljeća, no napredak u modernom ratovanju od kraja Prvog svjetskog rata učinio je fortifikacije velikih razmjera zastarjelima u većini situacija. Jedino podzemni bunkeri još uvijek mogu pružiti nekakvu zaštitu u modernim ratovima. Mnoge povijesne fortifikacije uništene su tijekom suvremenog doba, ali je značajan broj preživio tako da danas predstavljaju popularne turističke destinacije i istaknute lokalne znamenitosti.
Propast trajnih fortifikacija nastao je zbog tri razloga. Sve veća rastuća moć topništva i zrakoplovstva značila je da gotovo svaka meta koja se mogla locirati moguće ju je bilo i razoriti ako se upotrijebi dovoljno masivna snaga protiv nje. Stoga, što je više branitelj ulagao resurse u pojačavanje fortifikacije, to se veća borbena moć, koju je fortifikacija opravdavala, ulagala u njeno uništenje ako je strategija napadača zahtijevala razaranje fortifikacije. Druga slabost trajne fortifikacije bila je njezina dugotrajnost. Upravo zbog toga bilo je često lakše fortifikaciju zaobići, a razvojem pokretnog ratovanja na početku Drugog svjetskog rata to je postalo održivim napadačkim izborom. Kada je obrambene linija bila preširoka da se u potpunosti zaobiđe, masivni napad mogao se koncentrirati protiv jednog dijela linije omogućivši tako proboj nakon kojeg se ostatak linije mogao jednostavno zaobići. Takvu su sudbinu doživjele mnoge obrambene linije sagrađene prije i tijekom Drugog svjetskog rata, poput Maginotove linije, Siegfriedove linije, Staljinove linije i Atlantskog bedema. (U slučaju Atlantskog bedema svrha fortifikacije bilo je usporavanje invazije radi omogućavanja dolaska pojačanja.) Treća slabost je napredak moderne vatrene moći više od snage trajnih fortifikacija, jer je jednostavna baterija ili bombardirajuća baraža mogla lako razoriti najkompleksnije moderne fortifikacije. Također je mnogo lakše i jeftinije proizvesti takva moderna opsadna oružja od gradnje bilo koje vrste fortifikacije.
Nasuprot tome poljske ili terenske fortifikacije postale su dominantnima u obrambenim akcijama. Za razliku od rovovskog ratovanja koje je dominiralo u Prvom svjetskom ratu, ove obrane bile su privremenije naravi. To je predstavljalo napredak jer su bile manjeg opsega, tvorile su manje vidljivu metu za neprijateljsku snagu koja je mogla biti uperena protiv njih. Ako je dovoljna moć bila koncentrirana na jednu točku radi prodiranja, snage bazirane na tom mjestu mogle su se povući te je linija relativno brzo mogla biti ponovo uspostavljena. Umjesto vjerojatno neprobojne obrambene linije, ovakve fortifikacije stavljale su naglasak na dubinsku obranu tako da su linije branitelja u njihovoj pozadini mogle preuzeti obranu ako su branitelji bili prisiljeni na povlačenje ili su bili nadbrojeni.
Budući da su mobilne ofenzive, koje su prakticirale obje strane, obično bile fokusirane na izbjegavanje najjačih točaka obrambene linije, ovakve obrane bile su obično relativno tanke i prostirale su se duž čitave linije. Obrana obično nije bila jednako jaka duž čitave linije. Snaga obrambene linije na nekom području varirala je prema tome kako su brzo napadačke snage mogle napredovati na branjenom terenu--teren i obrambena linija podizali su se skupa, kao i površina iza obrambene linije na koju je napadač mogao provaliti. Oboje su bili ciljevi od strateške i obrambene važnosti terena.
Ovo je bilo moguće jer su se napadačka i obrambena taktika jednako fokusirale na pokretljivost. Glavnu obranu činili su prvenstveno pješački i protutenkovski topovi. Obrambeni tenkovi i tenkovi razarači koncentrirali su se u mobilnim "vatrenim brigadama" iza obrambene linije. Ako je bila pokrenuta velika ofenziva protiv neke točke na liniji, mobilna pojačanja mogla su se poslati radi pojačavanja linije koja je bila u opasnosti pada. Stoga je obrambena linija bila relativno tanka zbog nakupine borbene moći branitelja koja nije bila koncentrirana na samu liniju već umjesto toga na mobilne rezerve. Poznata iznimka ovoga pravila bile su obrambene linije u bitki kod Kurska tijekom Drugog svjetskog rata u kojoj su njemačke snage namjerno napale najjači dio sovjetskih obrambenih položaja u pokušaju da ih sasvim slome.
Teren koji se branio bio je od primarne važnosti jer je otvoreni teren kojim su se tenkovi mogli brzo kretati omogućio brzi napredak u braniteljsku pozadinu što je bilo veoma opasno za branitelje. Stoga se takav teren morao braniti pod svaku cijenu. Štoviše, jer u teoriji obrambena linija samo mora izdržati dovoljno dugo dok ne stignu pojačanja mobilnih rezervi, teren koji nije dopuštao brzi napredak mogao se držati sa slabijim snagama jer bi neprijateljski napredak u njemu bio sporiji, dajući braniteljima dovoljno vremena da pojačaju tu točku na liniji. Primjerice, bitka u Hürtgenskoj šumi u Njemačkoj tijekom završnih faza Drugog svjetskog rata izvrstan je primjer kako se neprohodan teren mogao koristiti u korist branitelja.

## Moderna uporaba
Utvrde u modernoj uporabi često označavaju prostor kojeg postavljaju vlade za trajno vojno postrojenje; one obično nemaju nikakva stvarna utvrđenja, a mogu imati specijalizacije (vojarne, administracija, medicinski objekti ili obavještajnu službu). U uporabi u SAD-u, utvrdama se posebno označavaju instalacije kopnene vojske; instalacije mornaričkog pješaštva označavaju se kampovima.